# Тихонівці

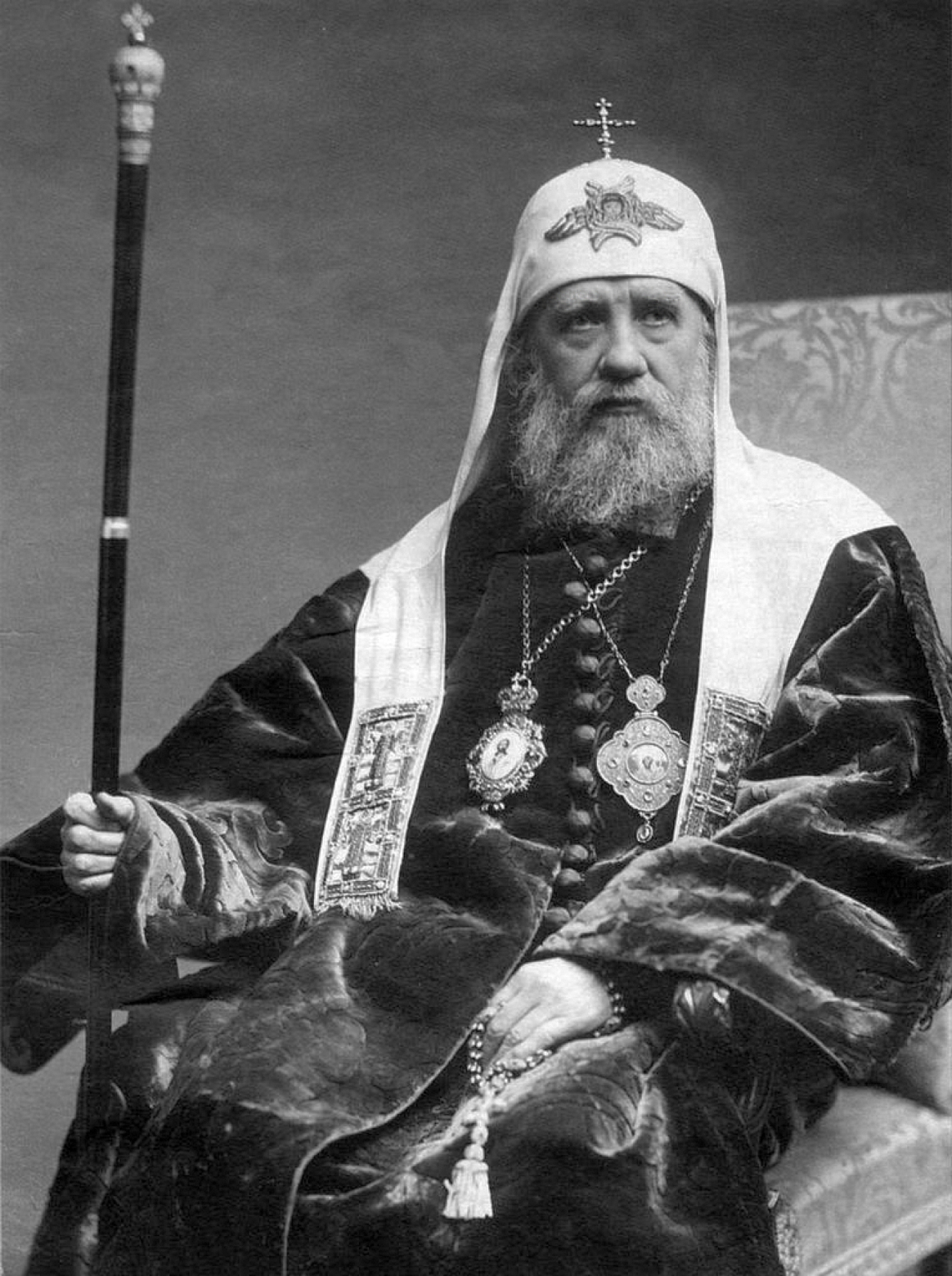
Святий Тихон, перший Патріарх Московський після відновлення патріаршества у Росії у 1917 році.

Тихонівці — духовенство і вірні Російської православної церкви, прихильники московського патріарха Тихона (1917 — 1925 роки).

## Історія
Тихонівці залишилися вірними церковним канонам і не приймали нововведень інших церковних течій (одруження ієрархів, новий календар та інше), протиставилися антицерковній акції радянського уряду. Після ув'язнення, патріарх Тихон 1923 року склав заяву лояльності до радянської влади, що спричинило зменшення утисків його церкви, а тим самим послаблення протегованих владою нових церковних течій. Поступово термін «Тихонівці» перестав вживатися, а церква Тихонівців, ціною цілковитого підпорядкування світській владі, стала головною церквою в СРСР. В Україні Тихонівці були прихильниками зверхности московського патріарха над українською церквою. До Тихонівців належало не тільки російське чи зросійщене духовенство, але й консервативне українське, яке не погоджувалося з далекосяжними реформами УАПЦ 1921 року.